# Mariusz Sobański
Mariusz Sobański (ur. 1969) – gitarzysta, kompozytor i producent nagrań, założyciel grupy Light Coorporation (2007), kompozytor i producent muzyczny w Sobanski Music Laboratory, twórca European Improvisation Scene GB (EIS,GB 2006).

## Kariera
W 2007 roku założył zespół Light Coorporation, z którym nagrał dotychczas cztery albumy studyjne i jeden koncertowy, wydane przez londyńską wytwórnię płytową Recommended Records (RēR Megacorp) we współpracy z polską firmą wydawniczą „ARS”. W RēR jednocześnie pełni funkcję producenta muzycznego.

## Dyskografia
Opracowano na podstawie materiału źródłowego.
Albumy studyjne:
- - LIGHT COORPORATION Rare Dialect (Recommended Records(inne języki), 2011)
  - LIGHT COORPORATION Aliens from Planet Earth (Recommended Records, 2012)
  - LIGHT COORPORATION About (Recommended Records, 2013)
  - LIGHT COORPORATION Chapter IV Before the Murmur of Silence (Recommended Records, 2014)
  - Sobanski Music Laboratory – Ambient Document (2017)
  - Sobanski / Orrell / Anstey / McMurchie – Texturologie (2017)
  - Sobanski / Telford / Kirkbride – House On The Moon (2018)
  - Sobanski / Evans / Anstey / Orrell – The Other Side of The River (2018)
  - Sobanski Music Laboratory – Magnetic Plants (2020-2021)
  - Mariusz Sobanski - Compositions (2022)
  - Sobanski Music Laboratory - Hypersensitivity 00:06:33 (2023)

Albumy koncertowe:
- LIGHT COORPORATION 64:38 Radio Full Liv(f)e (Recommended Records, 2016)
- Sobanski / McMurchie / Lash / Orrell – For All the Obvious Reasons (2018)

Minialbumy:
- LIGHT COORPORATION Back Up Session (European Improvisation Scene, 2007)

Single:
- LIGHT COORPORATION Tokyo Streets Symphony/Maestro X (wydawnictwo niezależne, 2011)

DVD:
- LIGHT COORPORATION Beyond a Shadow of a Doubt (wydawnictwo niezależne, 2008)
- LIGHT COORPORATION Aliens from Planet Earth (DVD) (Galeria CKiS „Wieża Ciśnień” w Koninie, 2012)

Kompilacje różnych wykonawców:
- VDU Jazz Jungtys 2008–2010 (VDU Jazz Connection Festival, 2010)[7]

Ścieżki dźwiękowe:
- Thank’s Mr. Sun Ra (do etiudy filmowej Stracone nuty, reż. Łukasz Grześkowiak, Polski Instytut Sztuki Filmowej, 2011)[8]
- LIGHT COORPORATION Beyond a Shadow of a Doubt
- LIGHT COORPORATION Aliens from Planet Earth

## Filmografia
- Śladami Pawła Edmunda Strzeleckiego (jako Adam Mickiewicz; reż. Anna Piasek, produkcja TVN)[9][10][11]
- Stracone nuty, reż. Łukasz Grześkowiak (Polski Instytut Sztuki Filmowej, 2011)
- The Other Side of The River Documentary (Future Media UK,2018-2019)